# Comté de Jefferson (Idaho)
Pour les articles homonymes, voir Comté de Jefferson.
Le comté de Jefferson est un comté des États-Unis situé dans l’État de l'Idaho. En 2000, la population était de 19 155 habitants. Son siège est Rigby. Le comté a été créé en 1913 et nommé en l'honneur de Thomas Jefferson, troisième président des États-Unis.

## Géolocalisation
|                  | Comté de Clark      | Comté de Fremont |
| Comté de Butte   | Comté de Jefferson  | Comté de Madison |
| Comté de Bingham | Comté de Bonneville |                  |

## Démographie
| 1920  | 1930  | 1940   | 1950   | 1960   | 1970   |
| ----- | ----- | ------ | ------ | ------ | ------ |
| 9 441 | 9 171 | 10 762 | 10 495 | 11 672 | 11 619 |

| 1980   | 1990   | 2000   | 2010   | 2020   | - |
| ------ | ------ | ------ | ------ | ------ | - |
| 15 304 | 16 543 | 19 155 | 26 140 | 30 891 | - |

## Principales villes
- Hamer
- Lewisville
- Menan
- Mud Lake
- Rigby
- Ririe
- Roberts